# Şenes Erzik
Şenes Erzik (* 18. September 1942 in Giresun, Türkei) ist ein Vorstandsmitglied der FIFA.
Erzik besuchte das Robert College. Nach dem Abschluss der Boğaziçi-Universität in Istanbul arbeitete er für die Sınai Yatırım ve Kredi Bank und die UNO. Später wechselte er dann zum türkischen Fußballverband, dessen Präsident er 1989 wurde.
Seit 1990 arbeitet er für die UEFA. Dort war er von 2006 bis 2015 Vize-Präsident.
Erzik ist verheiratet und hat ein Kind.
| Personendaten    | Personendaten                |
| ---------------- | ---------------------------- |
| NAME             | Erzik, Şenes                 |
| KURZBESCHREIBUNG | türkischer Fußballfunktionär |
| GEBURTSDATUM     | 18. September 1942           |
| GEBURTSORT       | Giresun, Türkei              |